# Кэтлин (лунный кратер)
Кратер Кэтлин (лат. Kathleen) — небольшое кратероподобное образование в южной части Болота Гниения на видимой стороне Луны. Название присвоено по ирландскому женскому имени и утверждено Международным астрономическим союзом в 1976 г. 

## Описание кратера
Ближайшими соседями кратера Кэтлин являются кратер  Ян на северо-востоке и кратеры Анн, Майкл, Патриция на юго-востоке. На западе от кратера находятся горы Архимед и далее Море Дождей; на северо-западе - борозды Архимеда; на севере Болото Гниения; на востоке борозда Хэдли; на юге, в непосредственной близости от кратера борозда Владимир, далее к югу борозда Брэдли и горы Апеннины. Селенографические координаты центра кратера 25°20′ с. ш. 0°50′ з. д. / 25,34° с. ш. 0,83° з. д., диаметр 5,4 км, глубина 0,86 км.
Кратер Кэтлин имеет удлиненную форму и находится в начале длинной извилистой борозды отходящей к востоку от кратера. По всей вероятности кратер имеет вулканическое происхождение, относясь к линейным вулканам (вулканам трещинного типа).

## Сателлитные кратеры
Отсутствуют.

## См.также
- Список кратеров на Луне
- Лунный кратер
- Морфологический каталог кратеров Луны
- Планетная номенклатура
- Селенография
- Минералогия Луны
- Геология Луны
- Поздняя тяжёлая бомбардировка